# موزه رضا عباسی
موزه رضا عباسی از غنی‌ترین و مهم‌ترین موزه‌های ایران است. این موزه در ۲۵ شهریور ۱۳۵۶ گشایش یافت و به یاد نقاش مشهور دورهٔ صفوی، رضا عباسی نام‌گذاری شد. این موزه در خیابان شریعتی قرار دارد و تلفیقی از آثار دوره اسلامی، پیش از اسلام و نگارگری است.

## تاریخچه
ساختمان موزه در واقع متعلق به یک نمایشگاه مبلمان و دکوراسیون خانگی بود که به دلیل ویژگی‌های معماری و محل قرارگیری مورد توجه مسوولان وقت قرار گرفت و از صاحب اصلی خریداری شد. این موزه به‌طور رسمی در مهرماه سال ۱۳۵۶ به وسیله فرح پهلوی به منظور حفظ آثار گرانبها و همچنین هدایای سلطنتی گشایش یافت و درست یک سال بعد در آبان ماه سال ۱۳۵۷ تعطیل شد. در این دوره یعنی از سال ۱۳۵۵ تا ۱۳۵۸، مدیریت موزه بر عهده آیدین آغداشلو بود.

نشان‌واره موزه رضا عباسی، طراحی‌شده به دست مرتضی ممیز (پدر گرافیک ایران)، در ۱۳۵۵. وی دربارهٔ طراحی این نشان‌واره می‌گوید: «برای طراحی نشانه موزهٔ رضا عباسی فرصت مغتنمی برایم پیش آمد، زیرا این نقاش جد بزرگ خانوادهٔ من است؛ این بود که مشتاقانه دست به کار شدم و کنار دست محمد احصایی نشستم و از صبوری او استفاده کردم و دائم پیچ و خم‌ها را به قلم و دست او دادم تا ترکیب نوشته به دست آمد و بعد در آتلیه‌ام مفصل روی ترکیب‌بندی‌ها کار کردم. آیدین آغداشلو هم روی گل اسلیمی اصلاحاتی انجام داد.»

در پایان سال ۱۳۵۸ بار دیگر این موزه پس از دگرگونی‌هایی در آرایش داخلی و گسترش فضای نمایشگاهی بازگشایی شد. در سال ۱۳۶۳ به دلیل مشکلات داخلی کار موزه بار دیگر به تعطیلی کشید و یک سال بعد دوباره بازگشایی شد. اما این بازگشایی دوام چندانی نداشت و موزه یک بار دیگر در همان سال تعطیل شد تا سرانجام در ۱۵ بهمن سال ۱۳۷۹ برای پنجمین بار و پس از انجام بازسازی دوباره آغاز به کار کرد. در حال حاضر، این موزه زیر نظر سازمان میراث فرهنگی، گردشگری و صنایع دستی اداره می‌شود. مدیر فعلی موزه ناهید نجفی خلج می‌باشد.

## تالارها
این موزه شامل آثار هنری دوره پیش از تاریخ تا قرن سیزده هجری است که در سه تالار به نمایش گذاشته شده است:
- تالار پیش از اسلام
- تالار هنرهای اسلامی
- تالار نگارگری و تالار خوشنویسی

## مجموعه‌ها

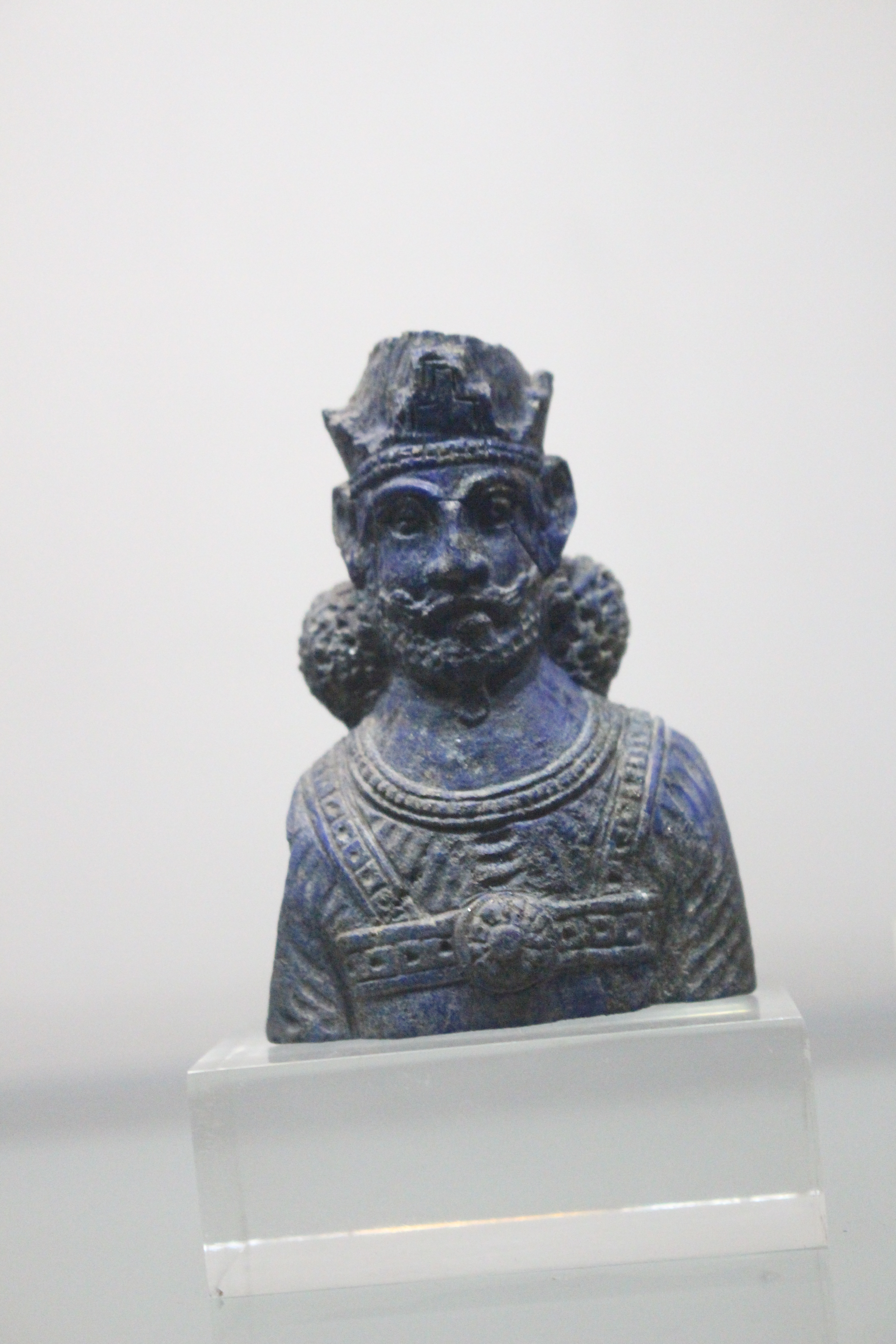
نیم‌تنه اشرافی - سنگ لاجورد - دوره ساسانی

مجموعه‌های به نمایش درآمده در این موزه بسیار متنوع بوده و آثاری از هزاره دوم پیش از میلاد تا اوایل قرن بیستم یعنی پایان دوره قاجار را دربرمی‌گیرد. این آثار براساس ترتیب زمانی به نمایش درآمده‌اند؛ بنابراین بازدیدکنندگان می‌توانند سیر تکامل هنر، تمدن و فرهنگ را در ایران‌زمین دنبال کنند. این چینش در میان موزه‌های ایران منحصربه‌فرد است.

## بخش مرمت و نگهداری

مجسمه بز لرستان موزه رضا عباسی

بخش مرمت و نگهداری موزه با دو آزمایشگاه و کارگاه به مرمت و بازسازی نقاشی‌ها، اشیای فلزی و کتاب‌های خطی اختصاص دارد و یکی از پیشرفته‌ترین کارگاه‌های مرمت در کشور است؛ بنابراین، این کارگاه نه تنها به مرمت اشیای موجود در موزه رضا عباسی می‌پردازد، بلکه ترمیم آثار ارسالی از موزه‌های دیگر کشور را نیز به عهده دارد.

## کتابخانه
کتابخانه موزه دربرگیرنده بیش از ۱۰ هزار جلد کتاب به زبان‌های پارسی، انگلیسی، فرانسه و آلمانی است. همچنین کتابخانه مشترک بیش از ۵۰ مجله داخلی و ۶۰ مجله خارجی است. این کتابخانه برای کارکنان موزه‌ها، کارمندان سازمان میراث فرهنگی، استادان و دانشجویان و پژوهشگران فرهنگی قابل استفاده است.

## بخش انتشارات
انتشارات موزه تاکنون کتاب‌های مرجع گوناگونی را دربارهٔ هنر و تاریخ ایران به چاپ رسانده است.

## طبقه‌های موزه

### طبقه اول
این طبقه به نمایش آثار نگارگری و خطاطی اختصاص دارد. اثر برگزیده این بخش کهن‌ترین نمونه برگی از شاهنامه دموت مربوط به میانه سده ۸ هجری است.

### طبقه دوم
این طبقه به نمایش آثار دوره اسلامی در دو تالار اختصاص دارد‌.

### طبقه سوم
در طبقه سوم کتابخانه و تالار آثار پیش از اسلام قرار دارد. در تالار پیش از اسلام ریتون‌های زرین دوره هخامنشی و ظروف سیمین دوره ساسانی خودنمایی می‌کنند.

## نشانی
موزه رضا عباسی، خیابان شریعتی تهران، نرسیده به پل سیدخندان، شماره ۹۷۲

## نگارخانه

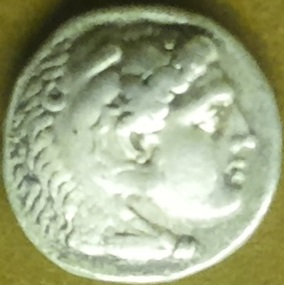
اسکندر مقدونی
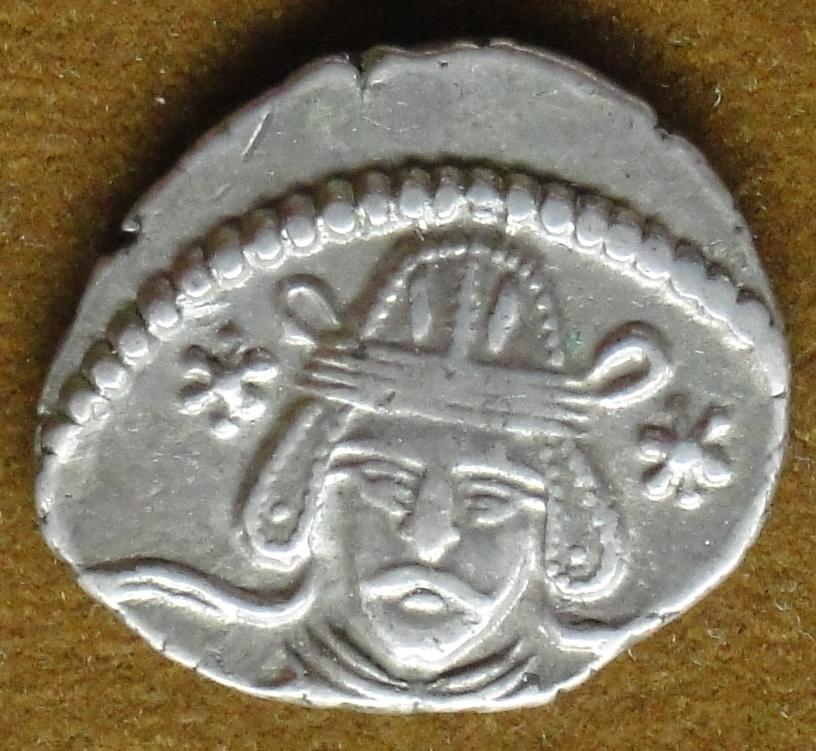
ونن دوم
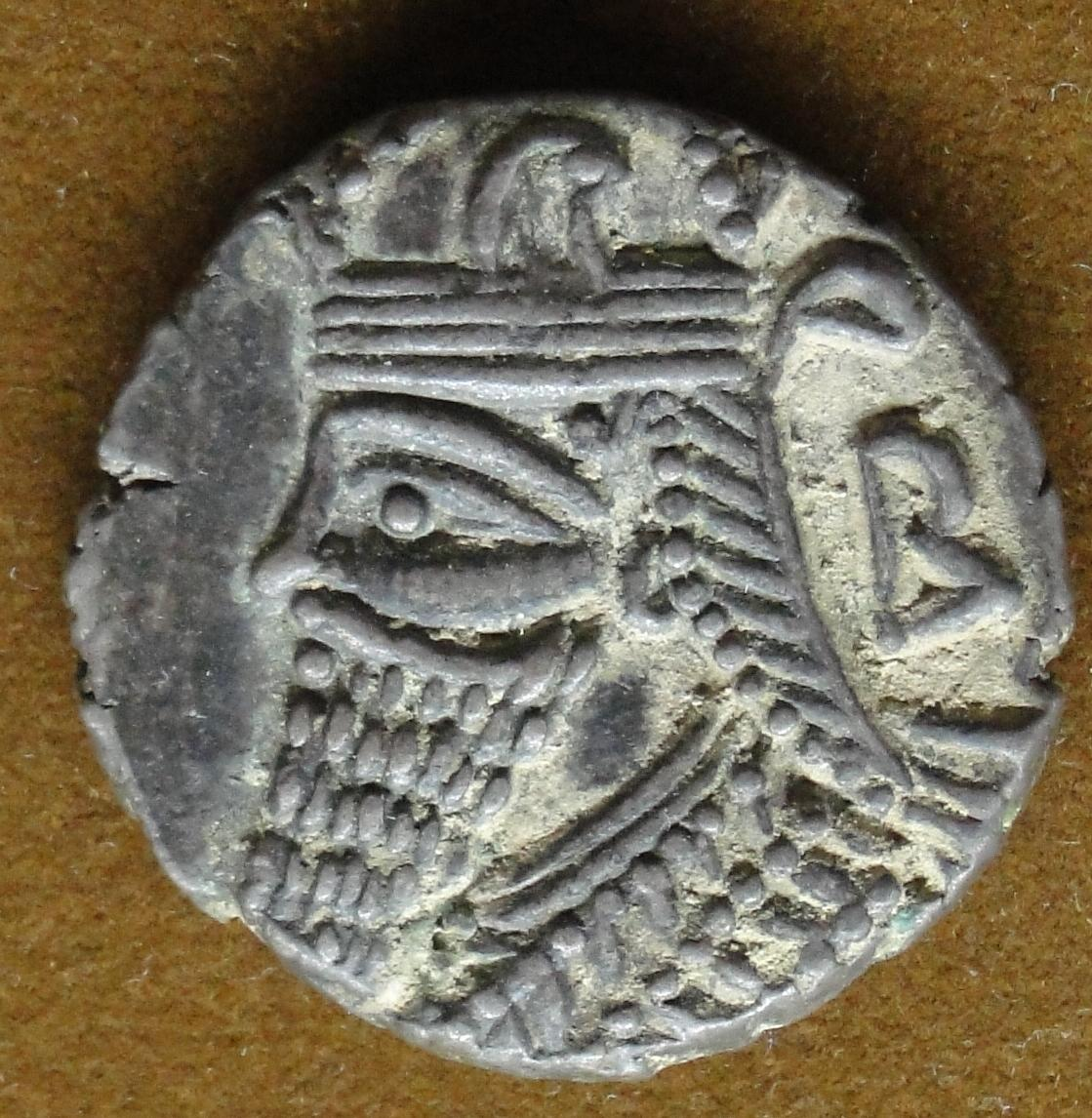
بلاش پنجم
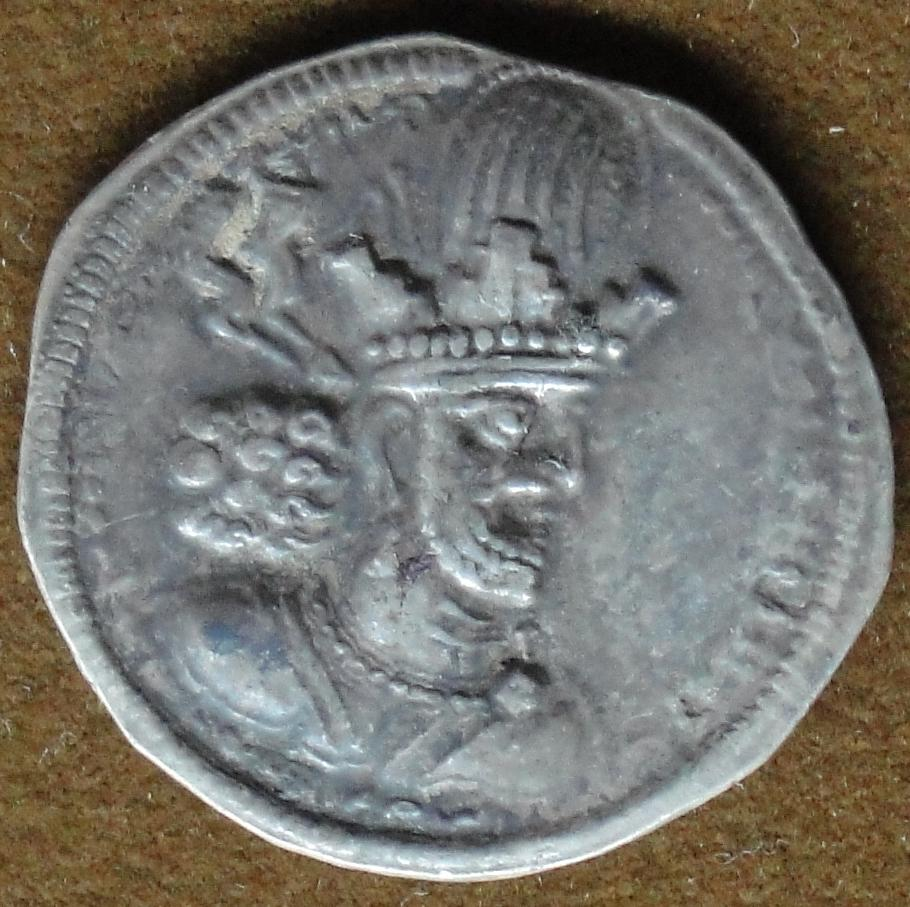
شاپور دوم
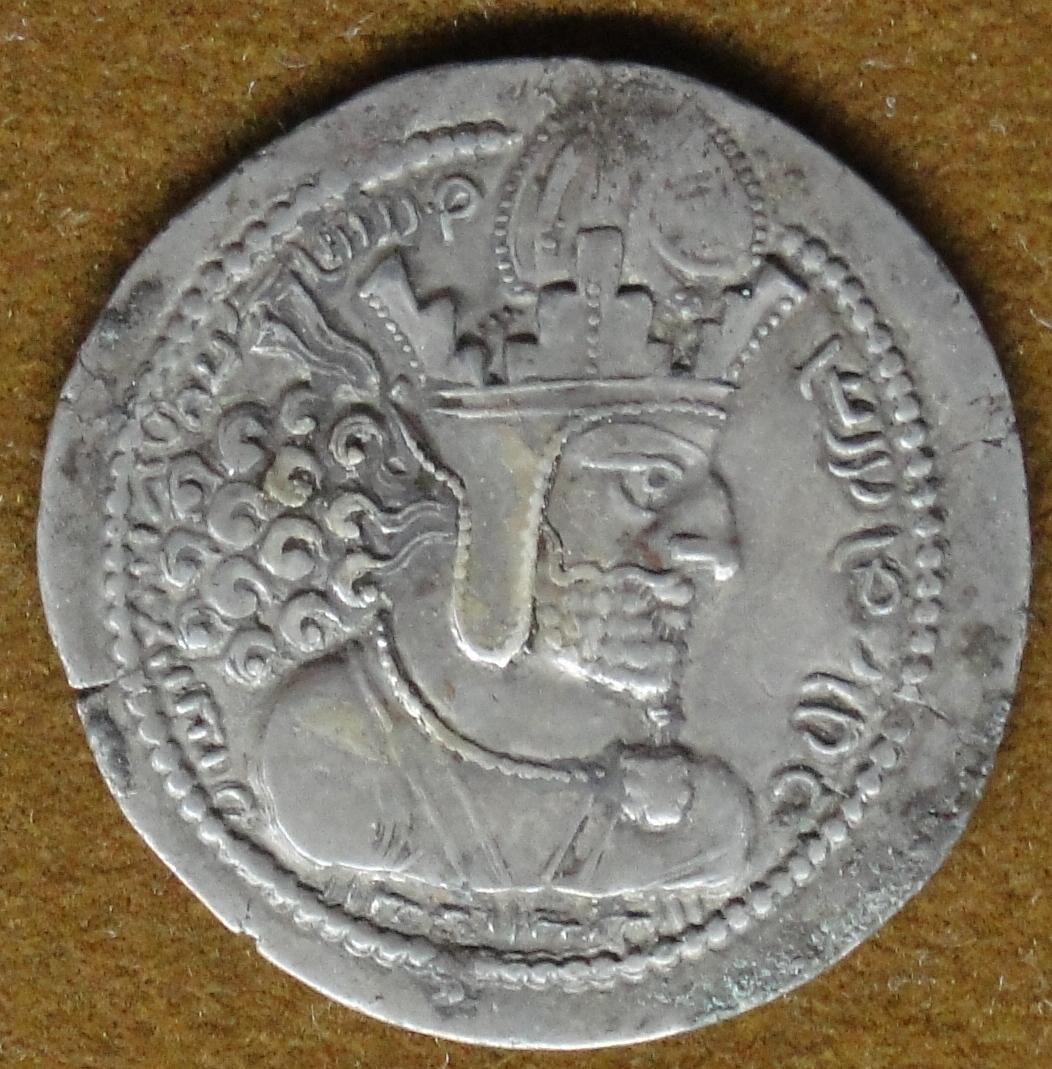
شاپور یکم
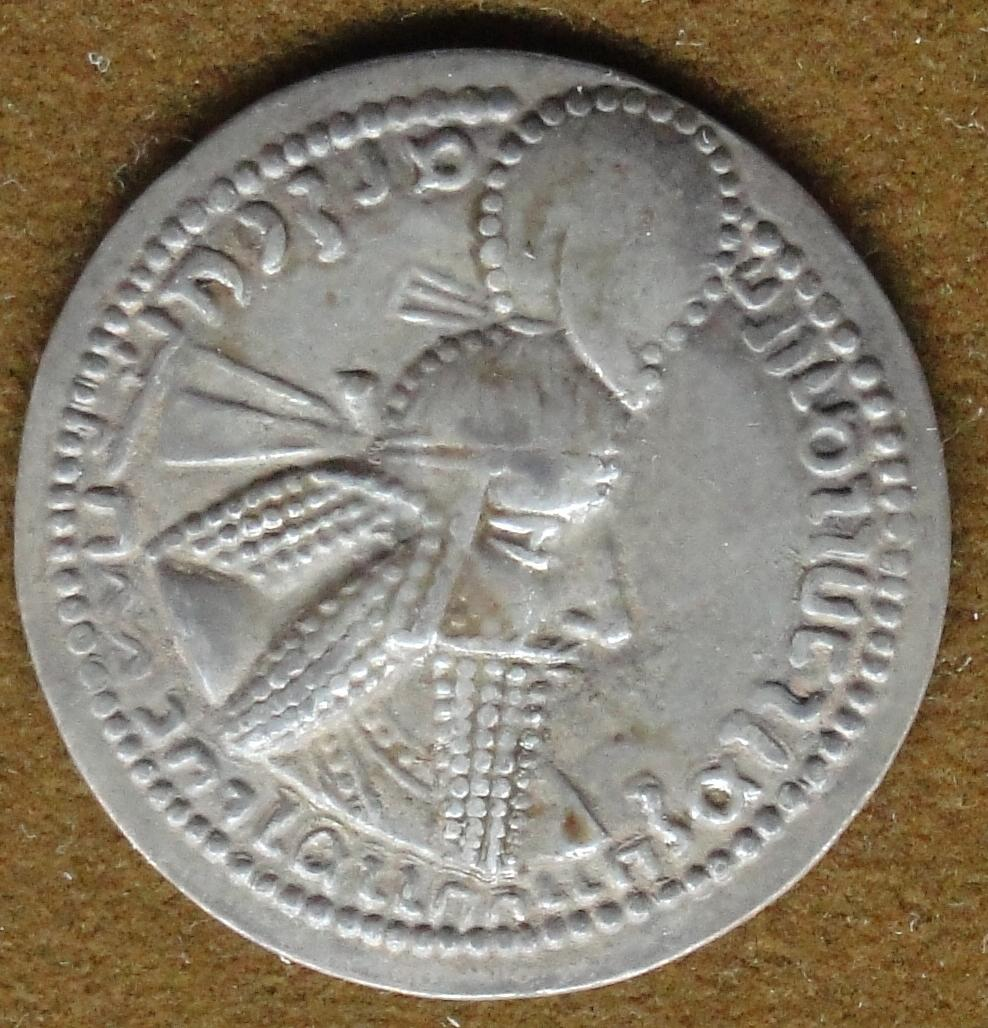
اردشیر بابکان
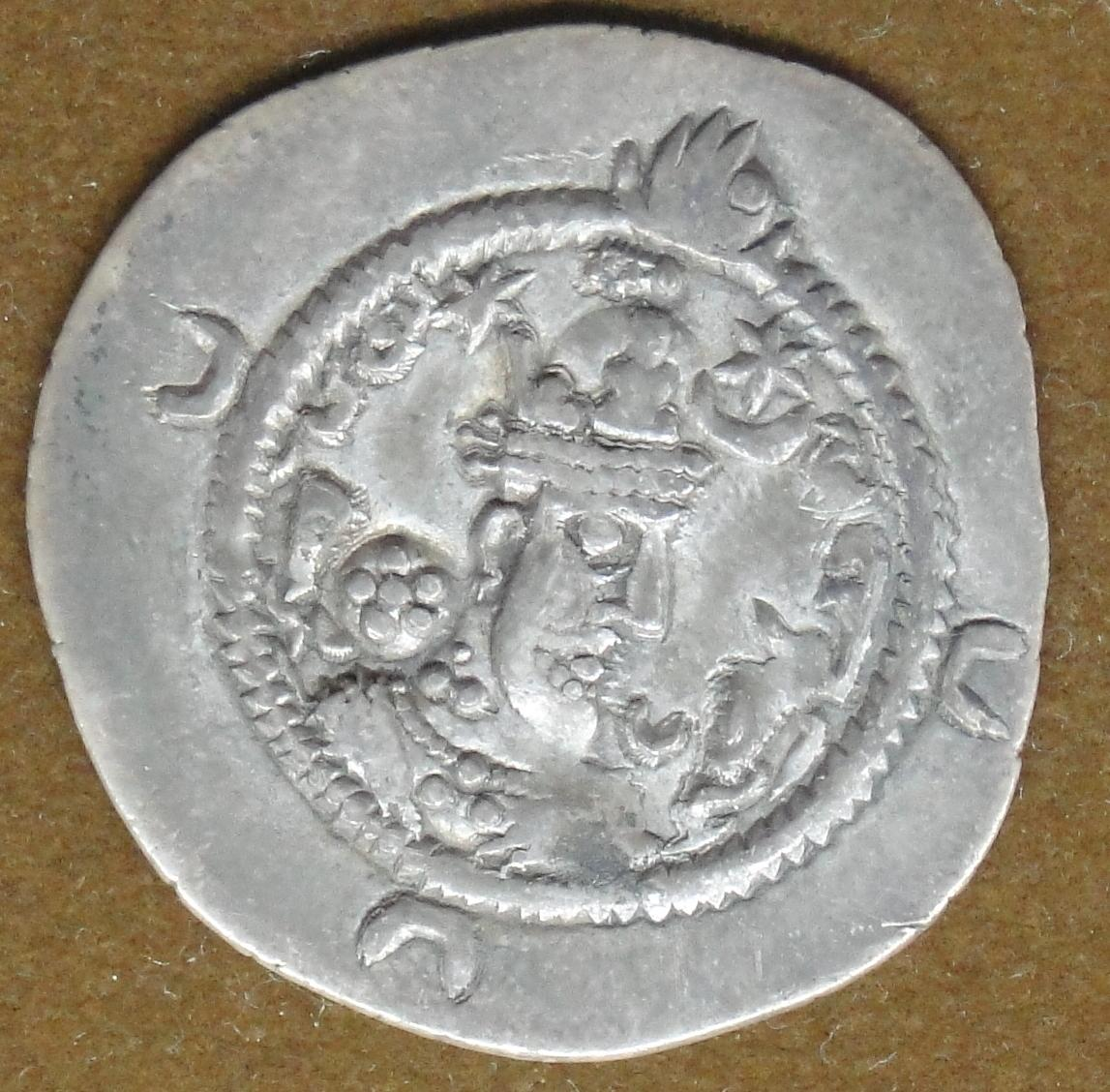
اردشیر سوم (ساسانی)
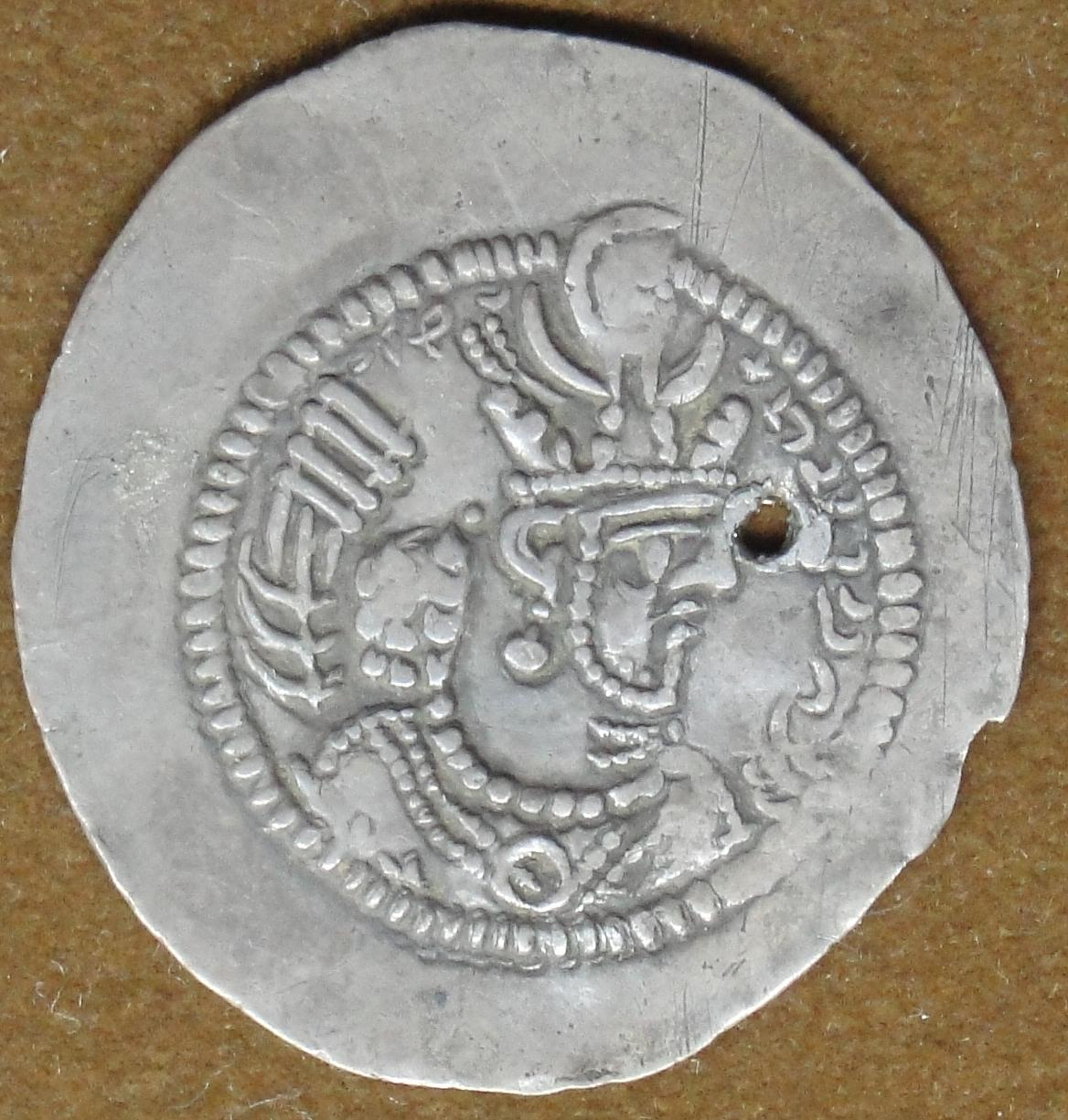
بهرام گور
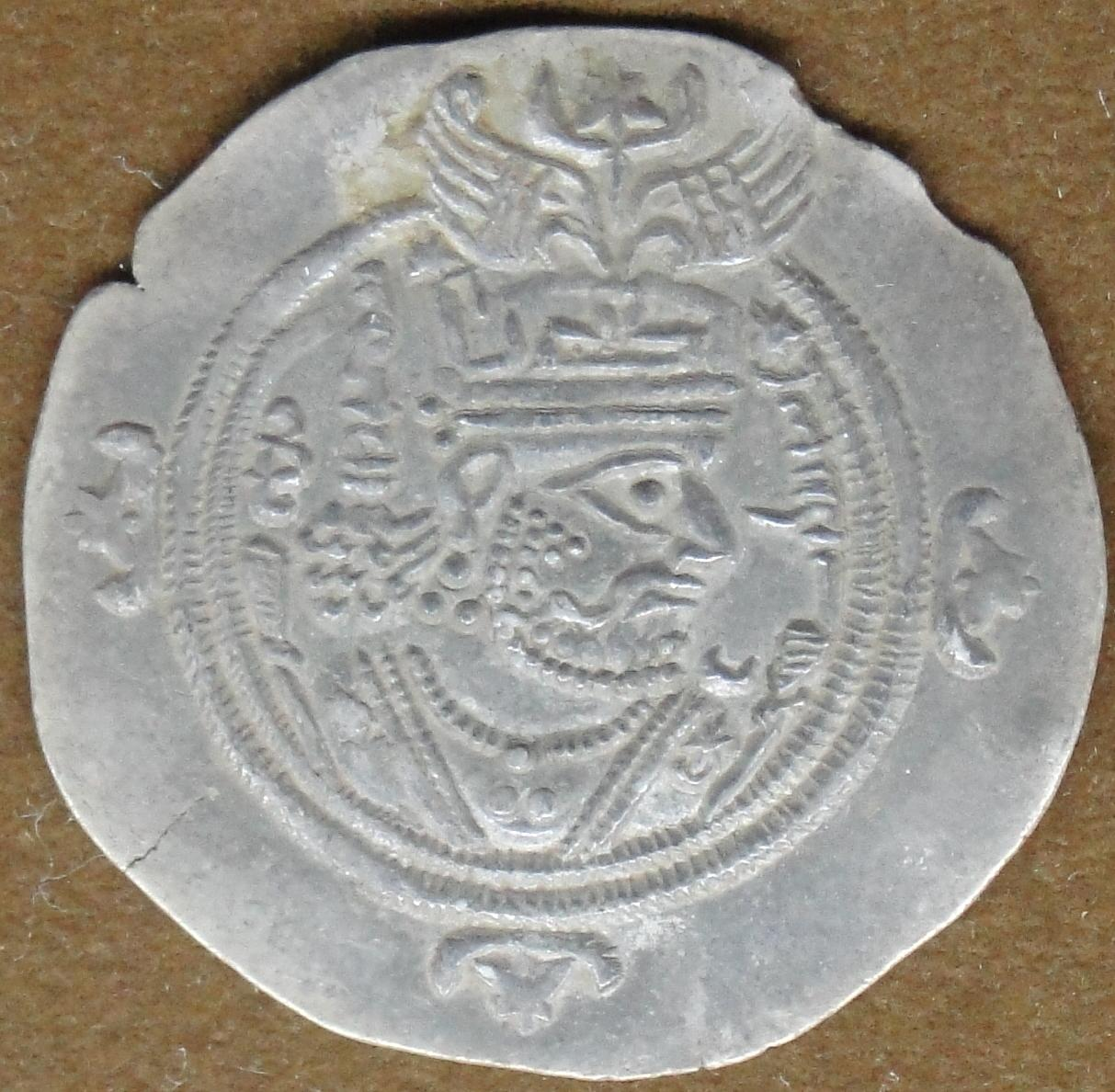
هرمز چهارم
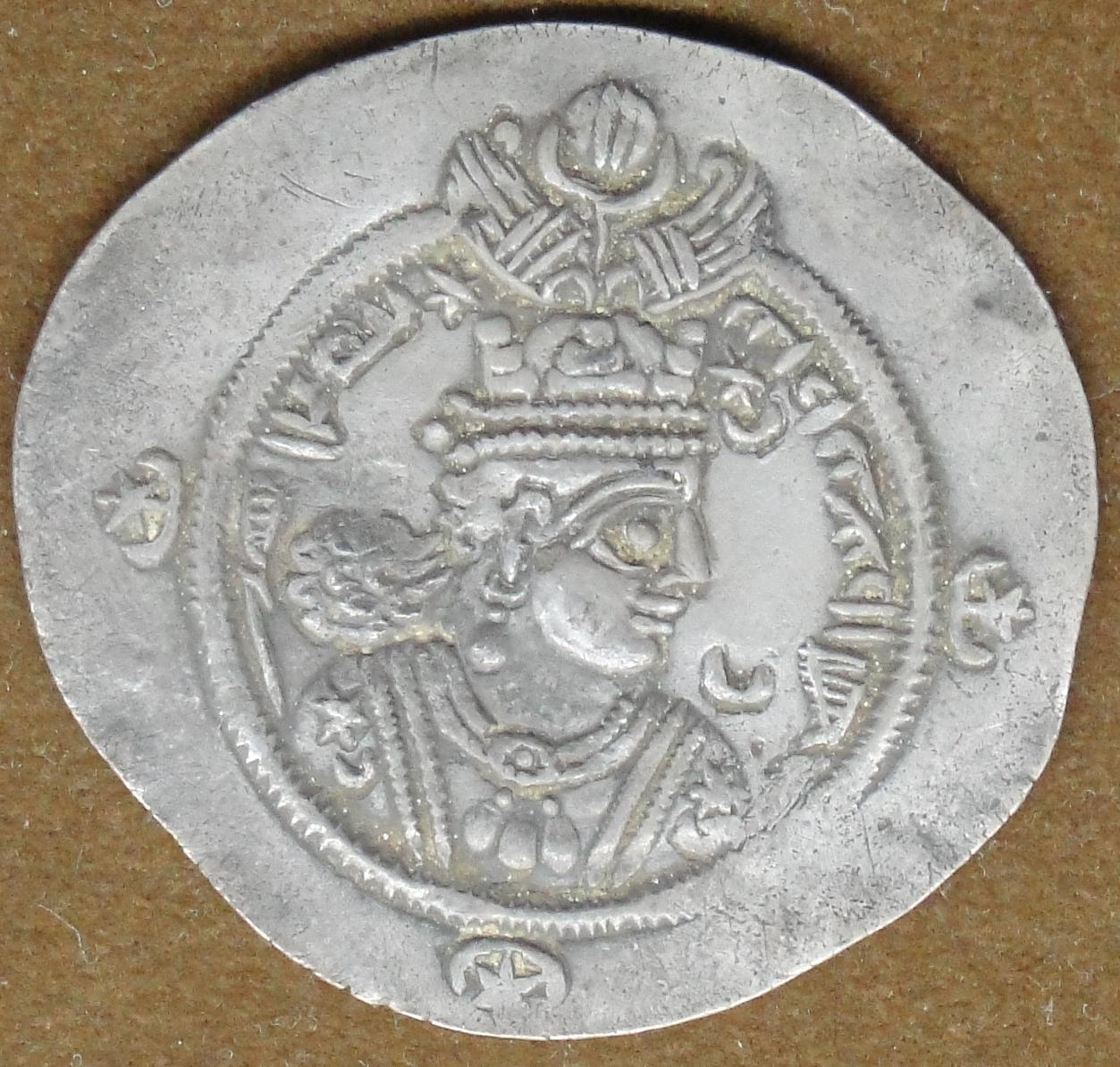
انوشیروان
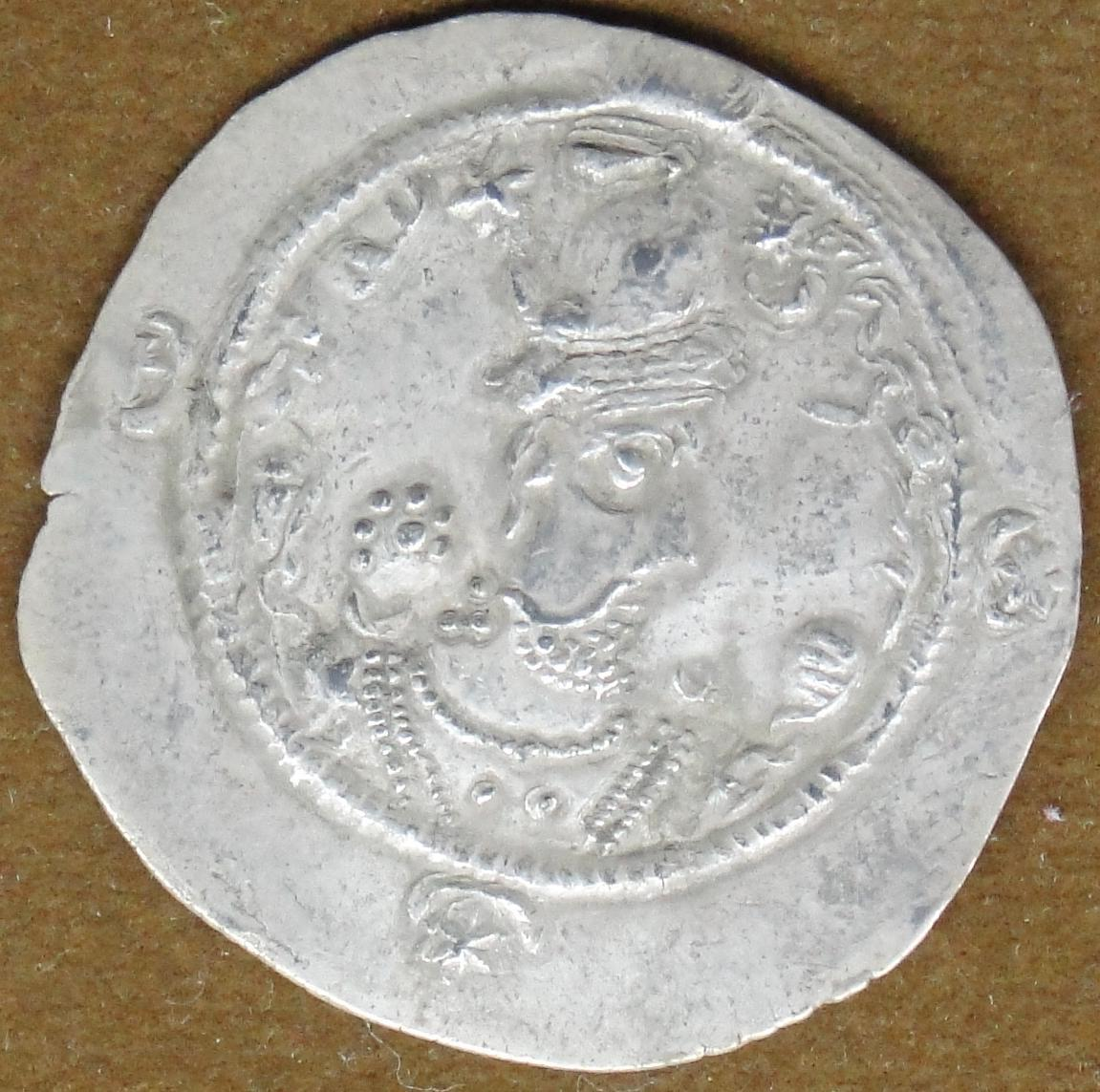
خسرو پرویز
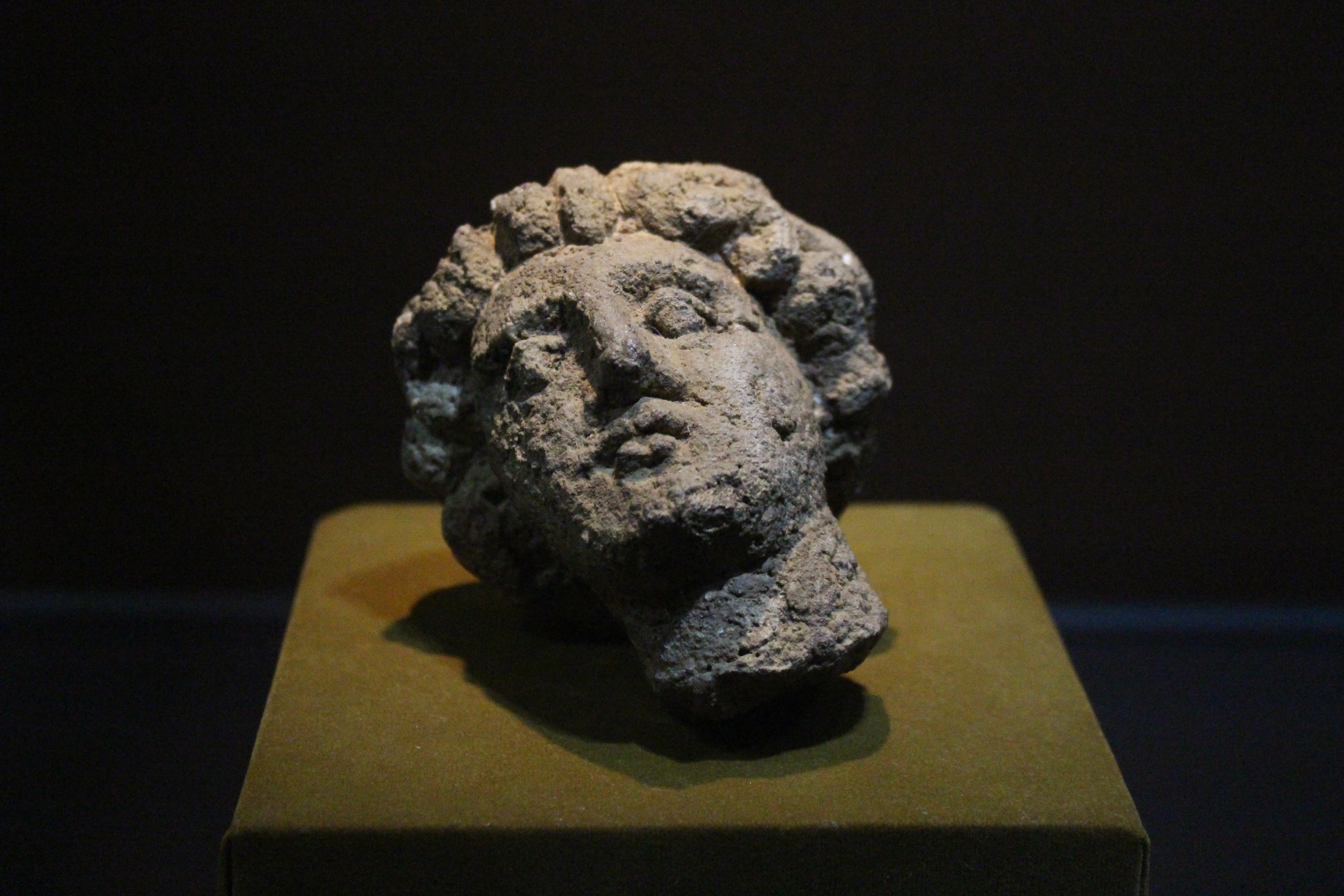
سردیس کالین (دوره سلوکی - دوره اشکانی)
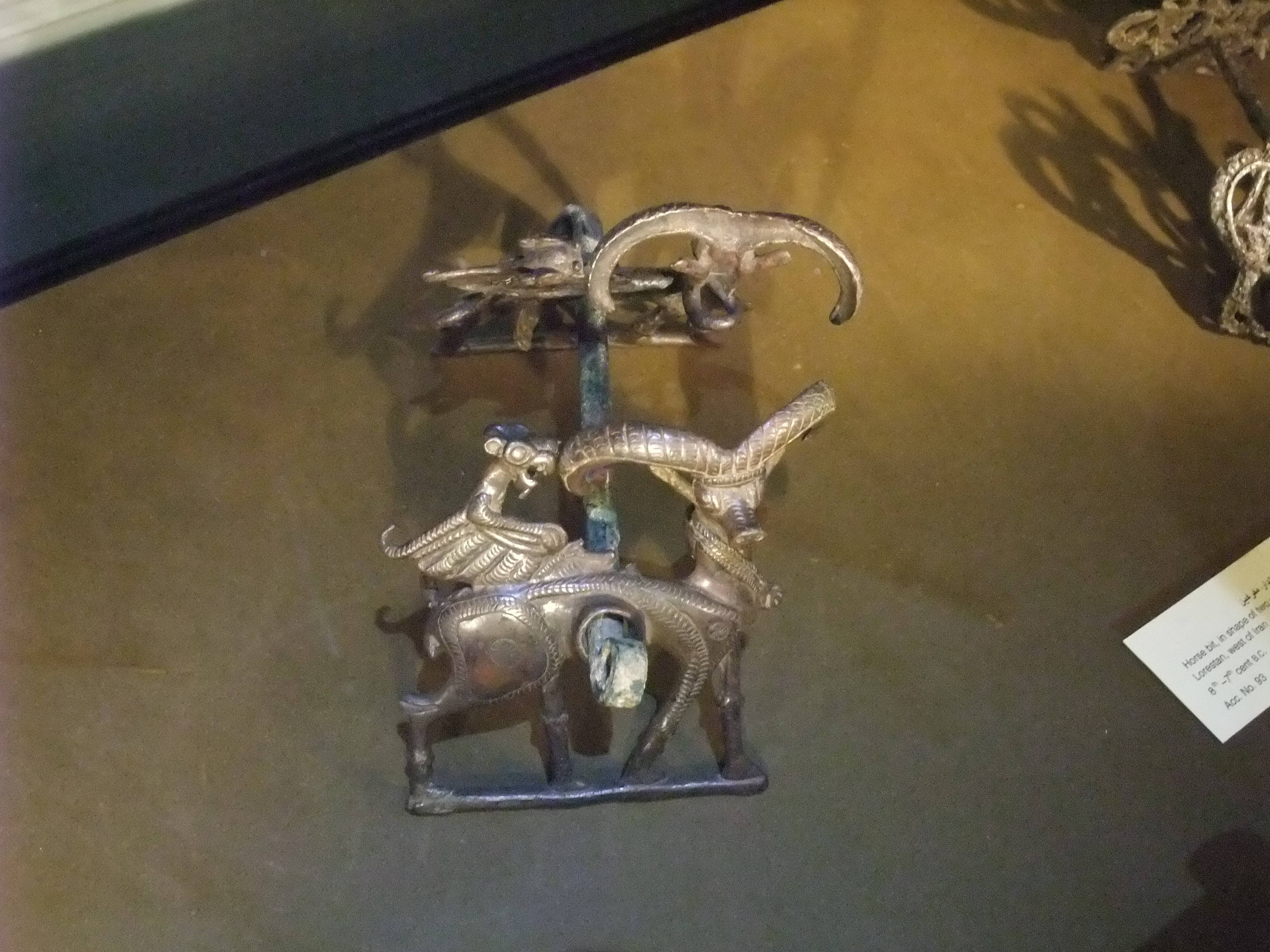
دهنه اسب
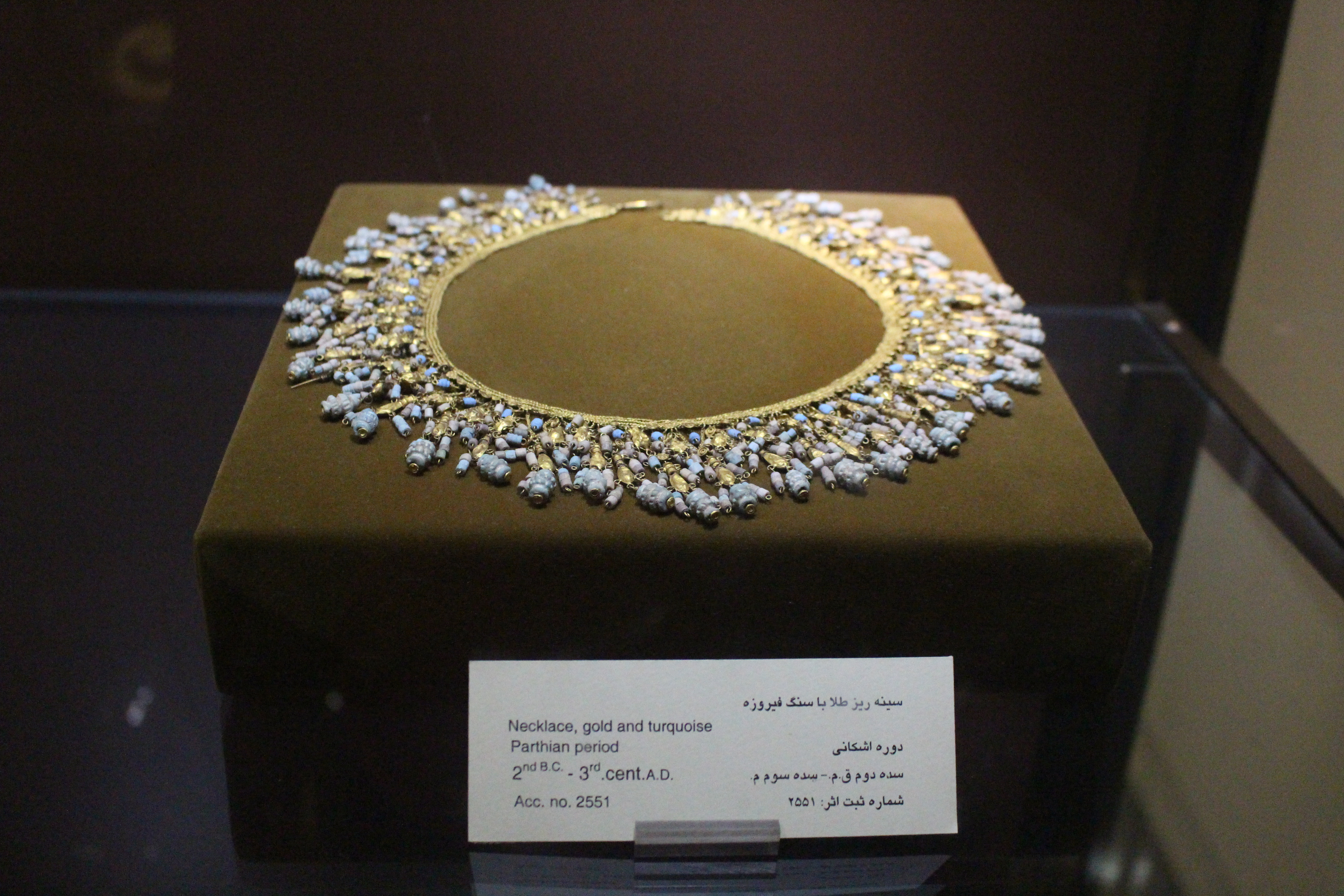
سینه‌ریز طلا با سنگ فیروزه (دوره اشکانی)
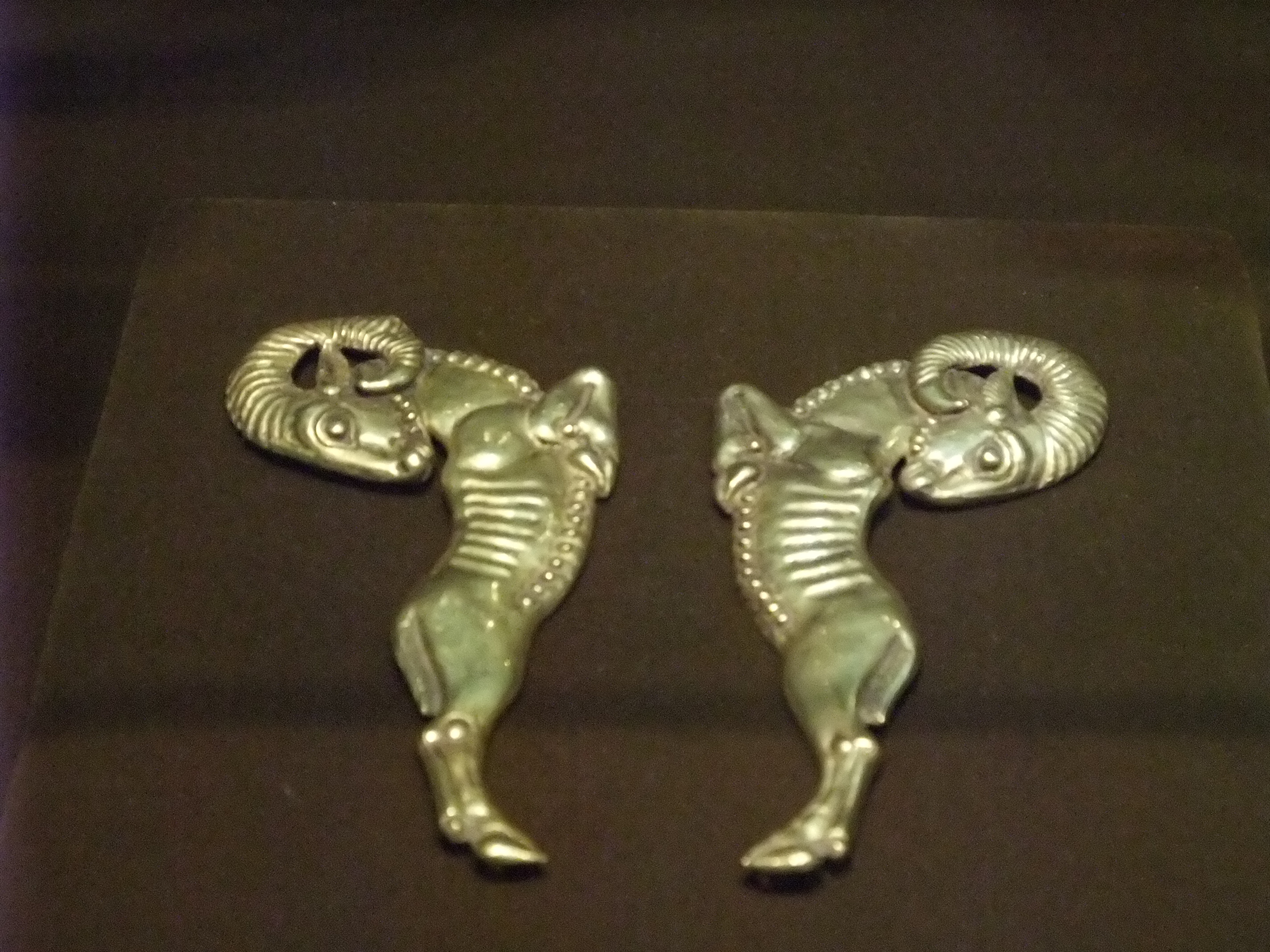
قوچ‌های طلایی
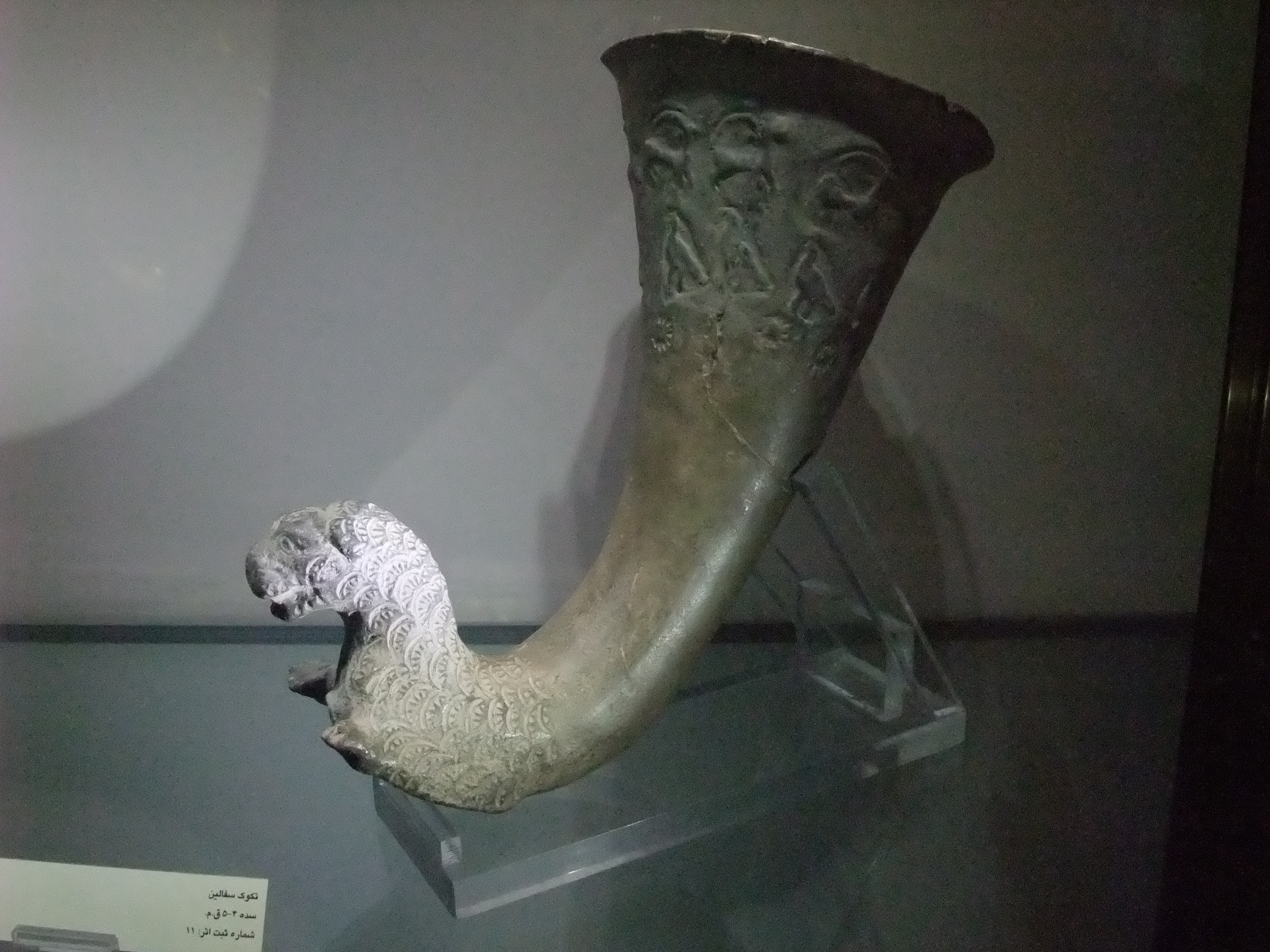
تکوک سفالین
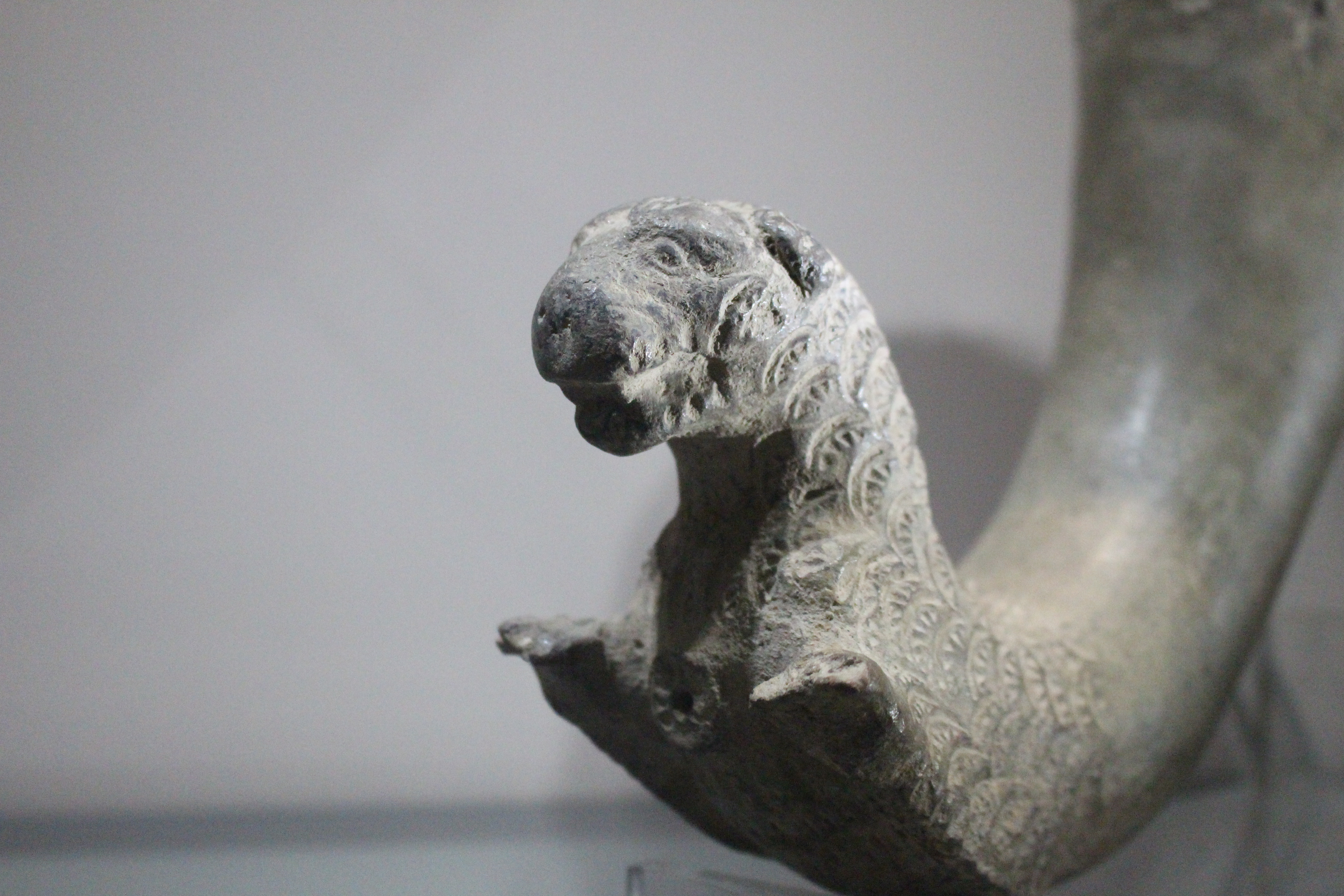
تکوک سفالین
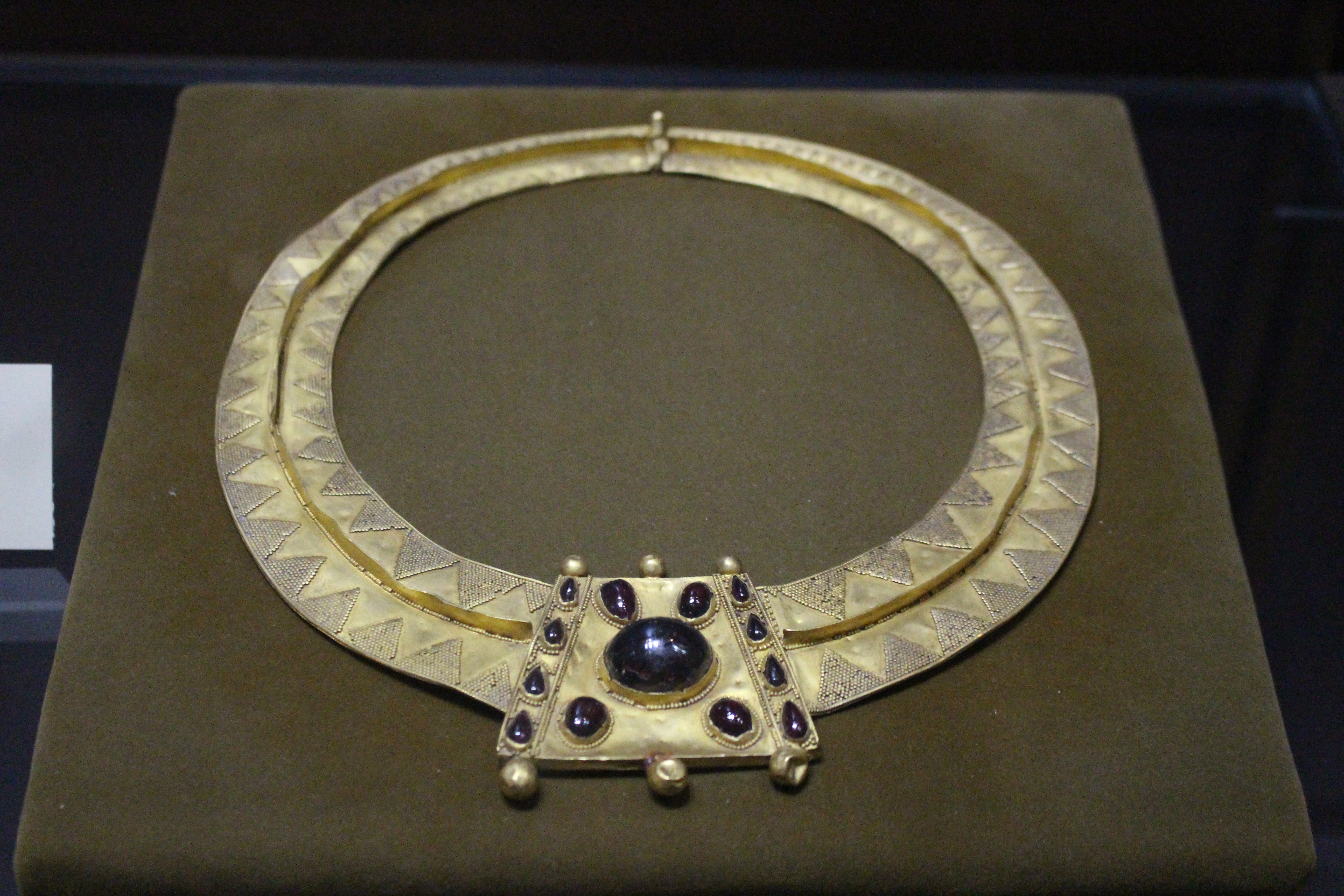
گردنبند متعلق به دوره ساسانی
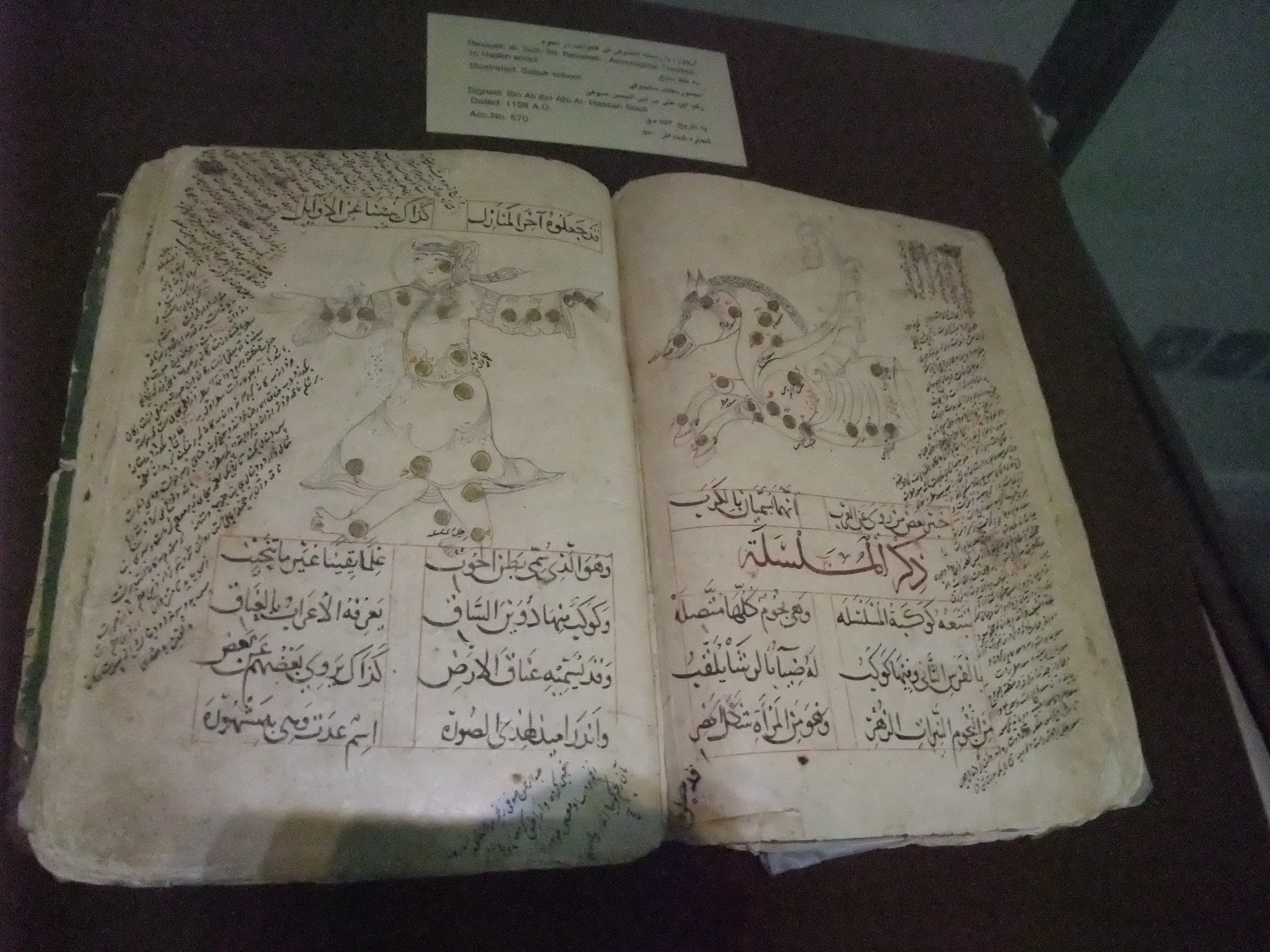
کتاب نجوم
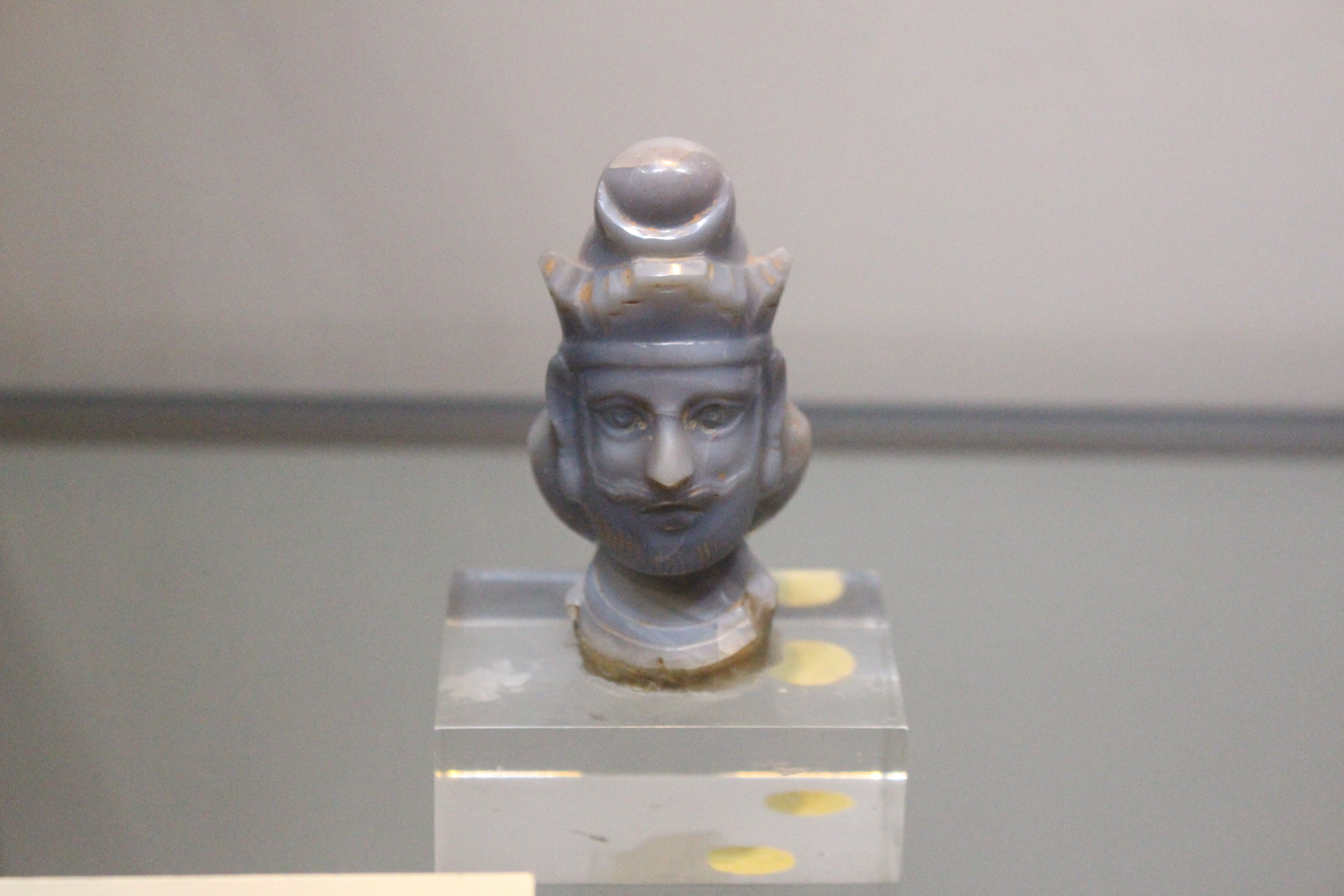
نیم‌تنه اشرافی سنگ (دوره ساسانی)
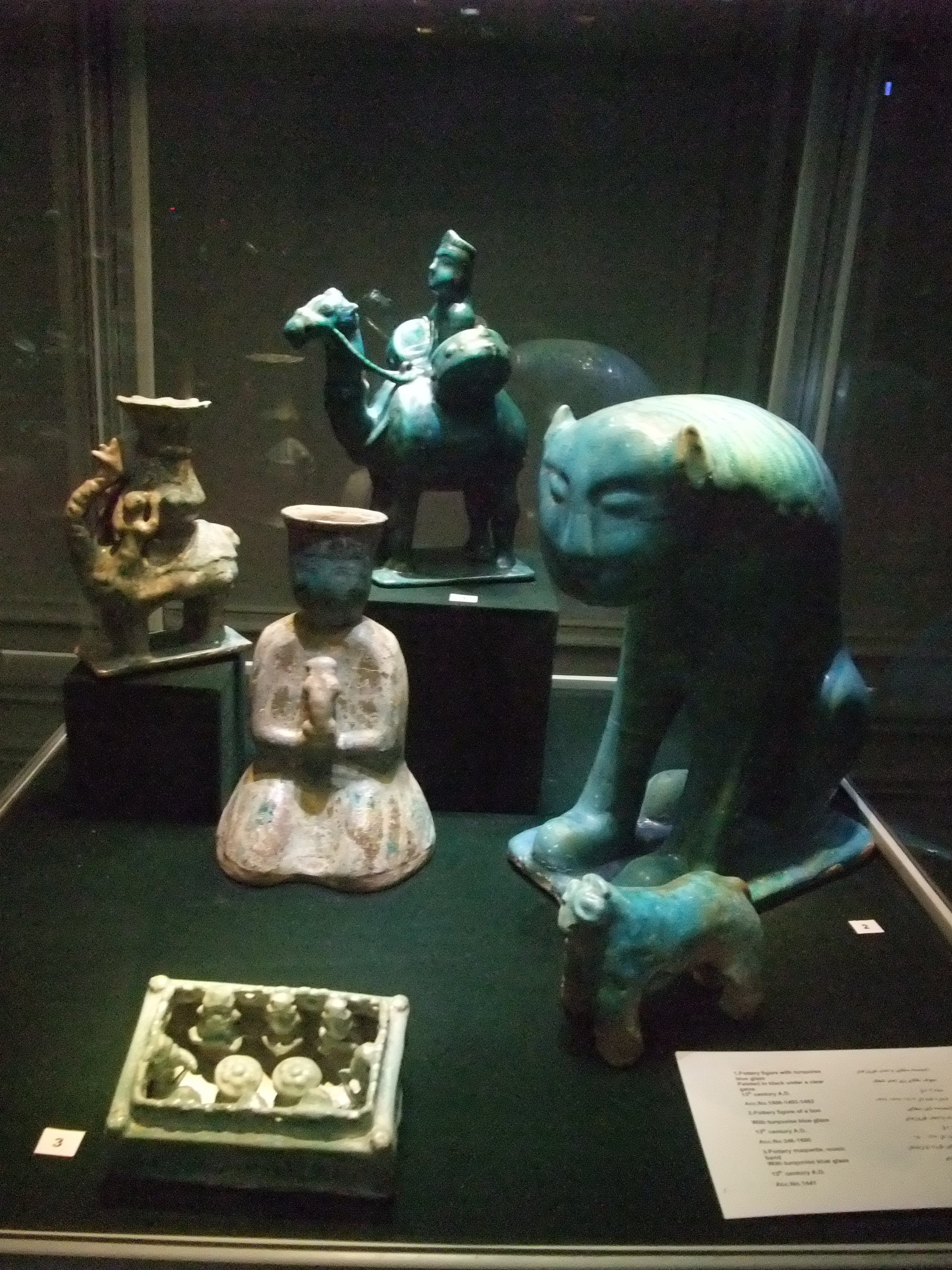
مجموعه آثار
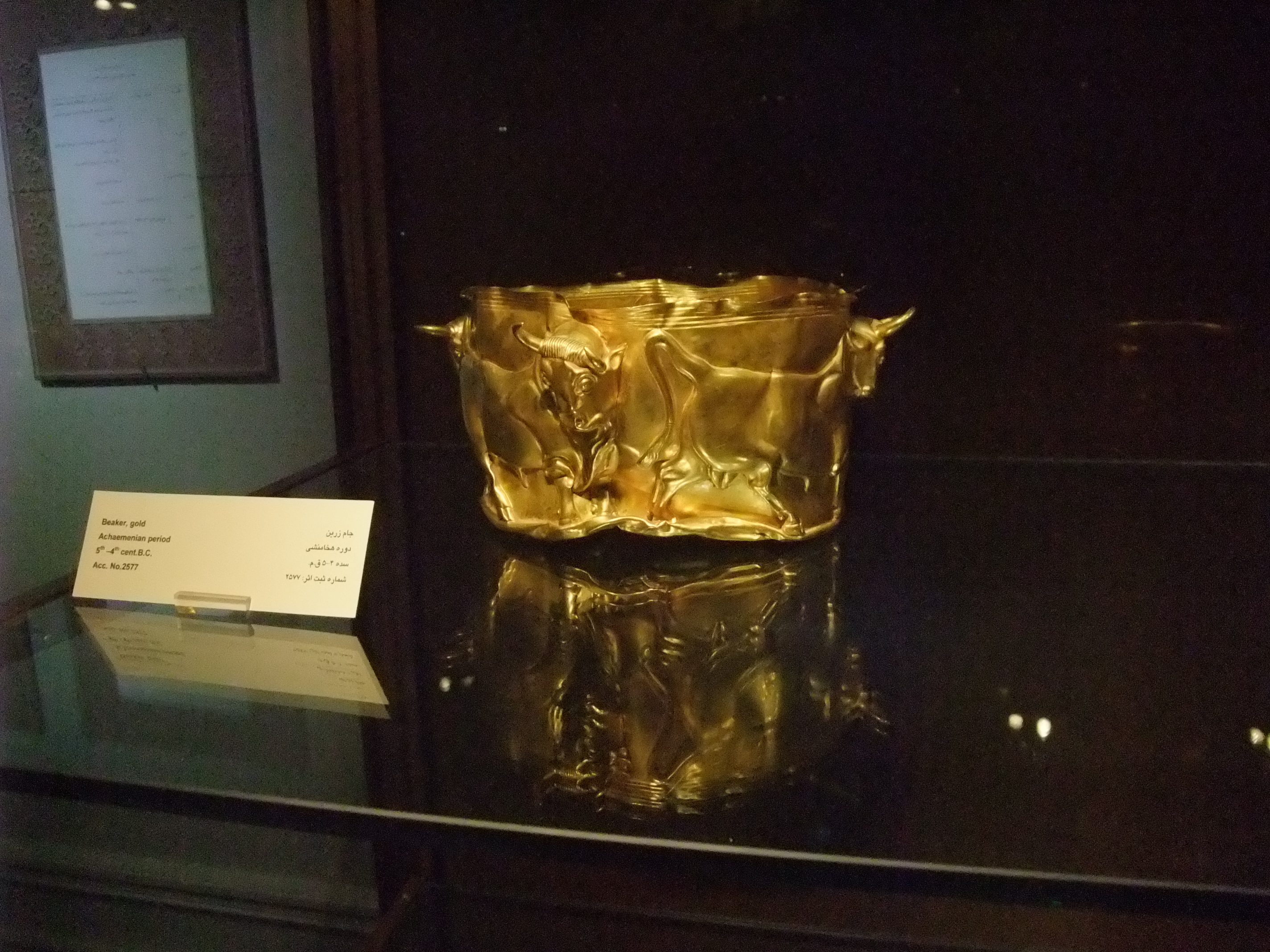
جام زرین دوره هخامنشی
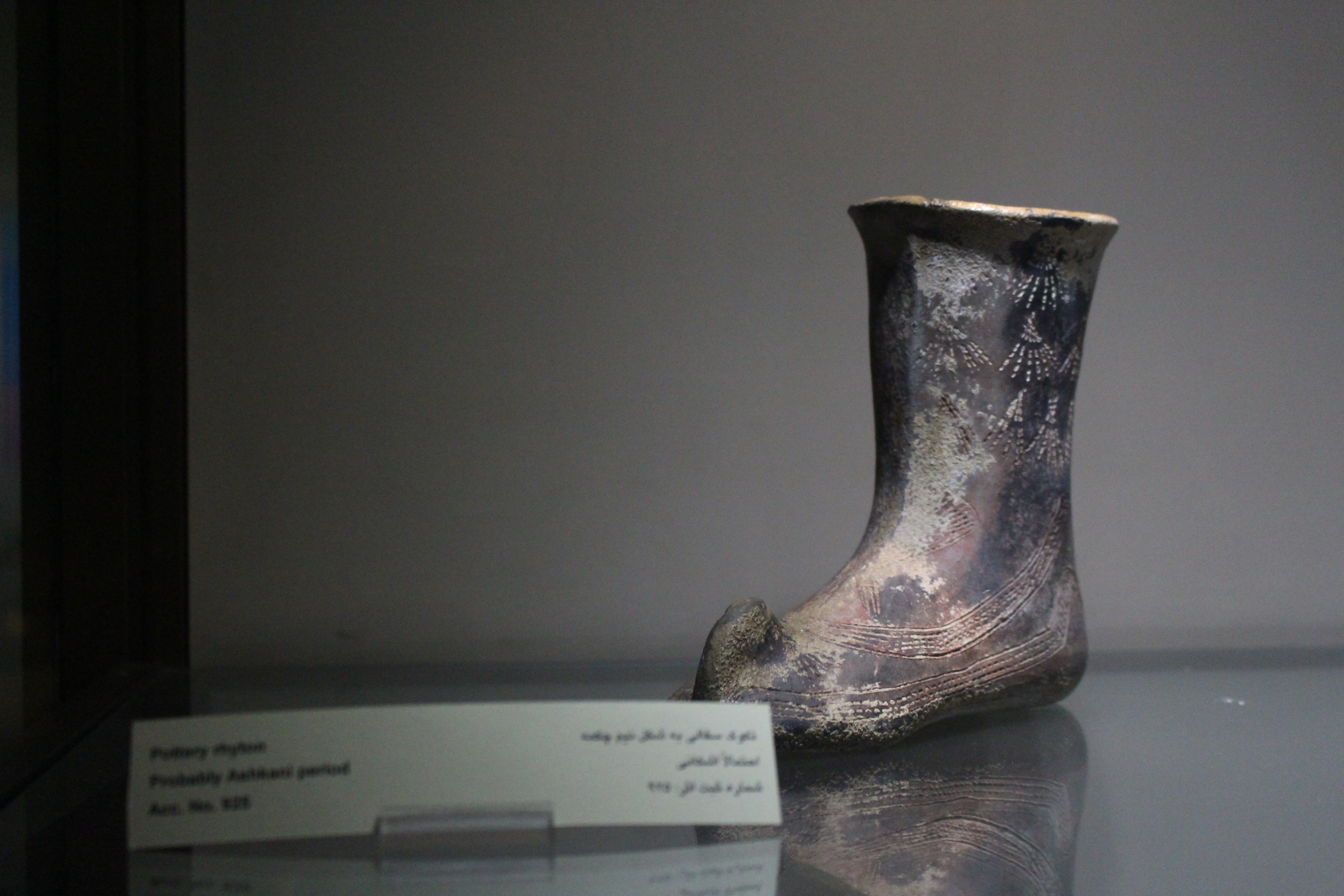
تکوک نیم‌چکمه
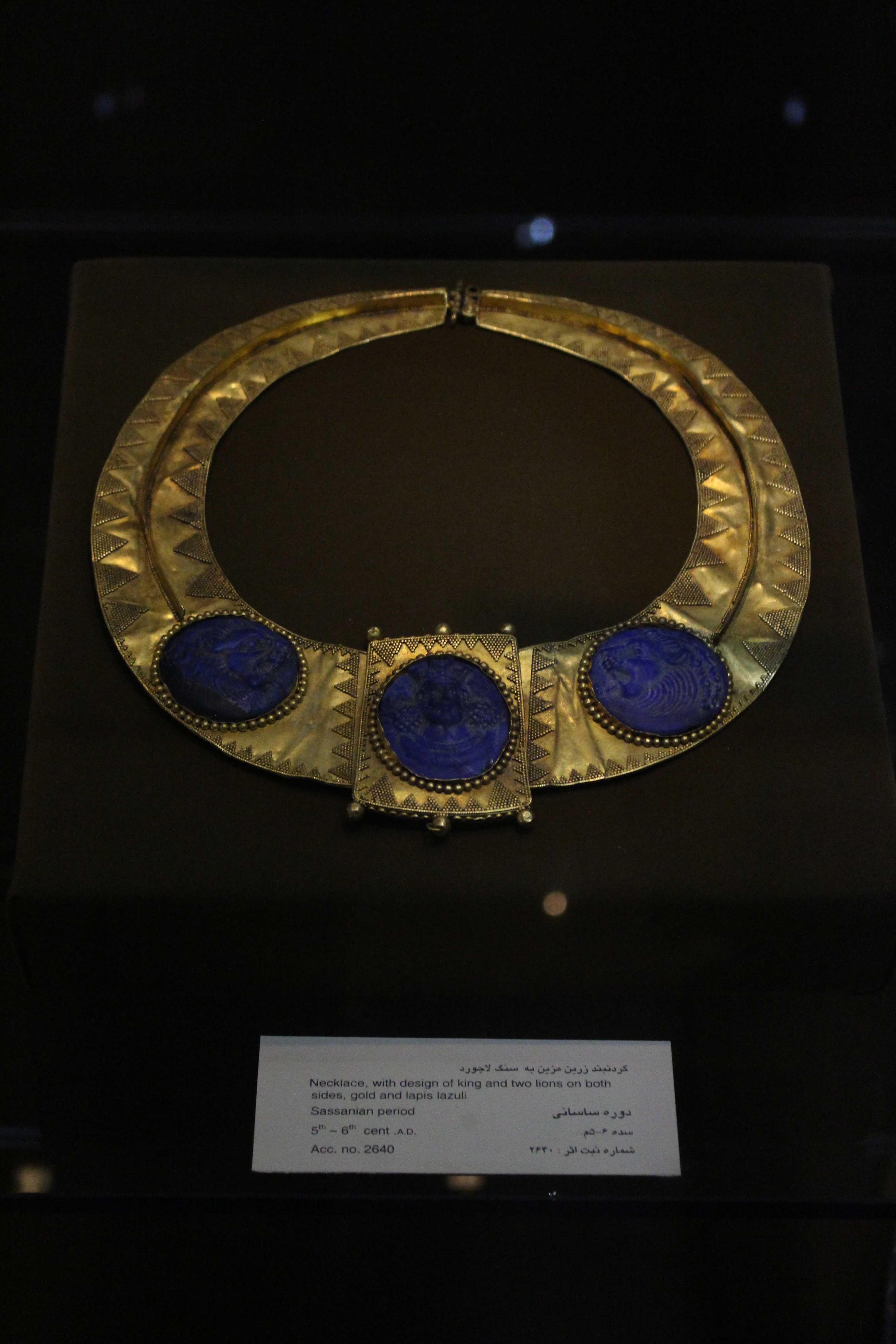
گردنبند متعلق به دوره ساسانی
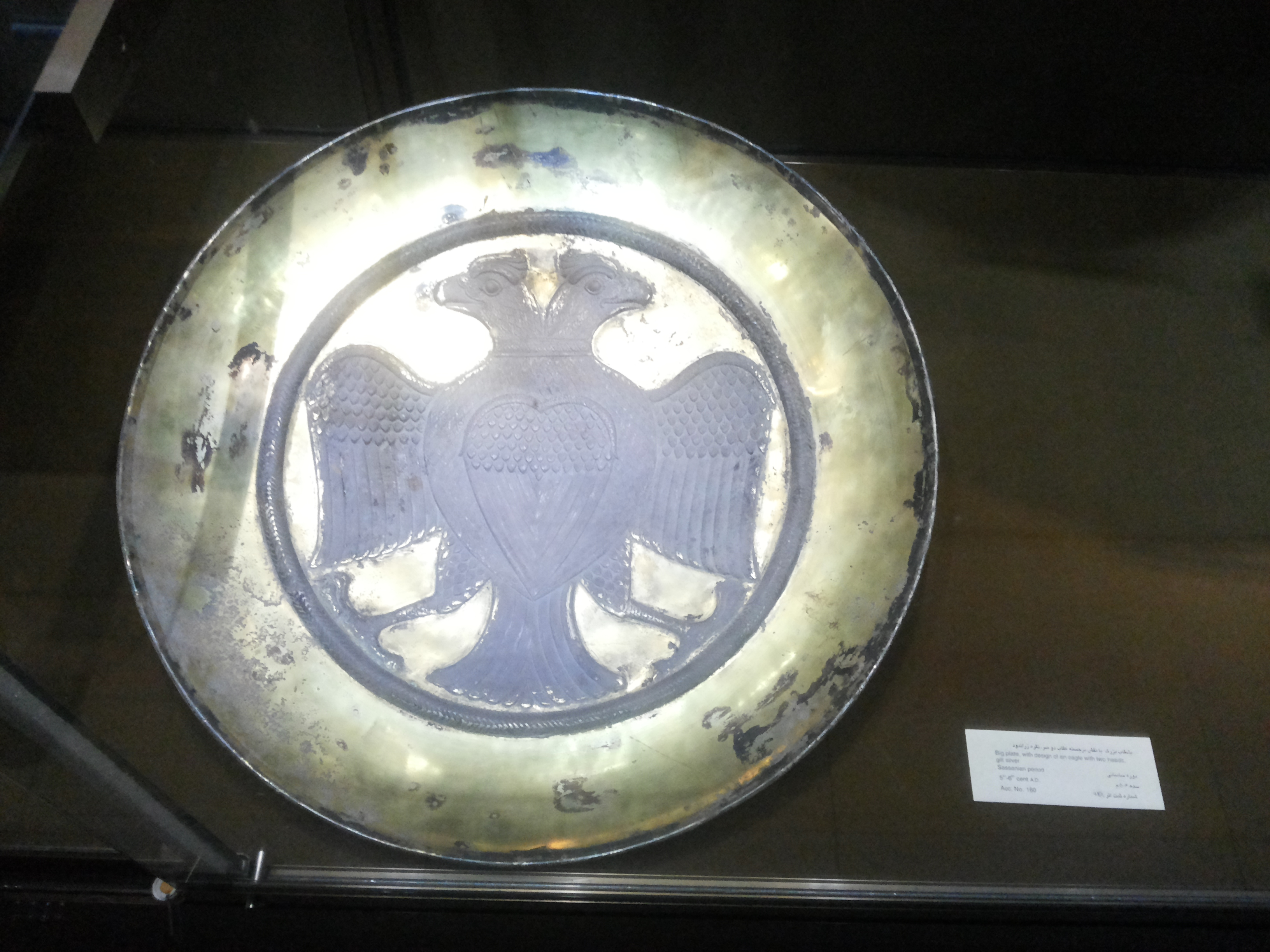
بشقاب با نشان عقاب دوسر
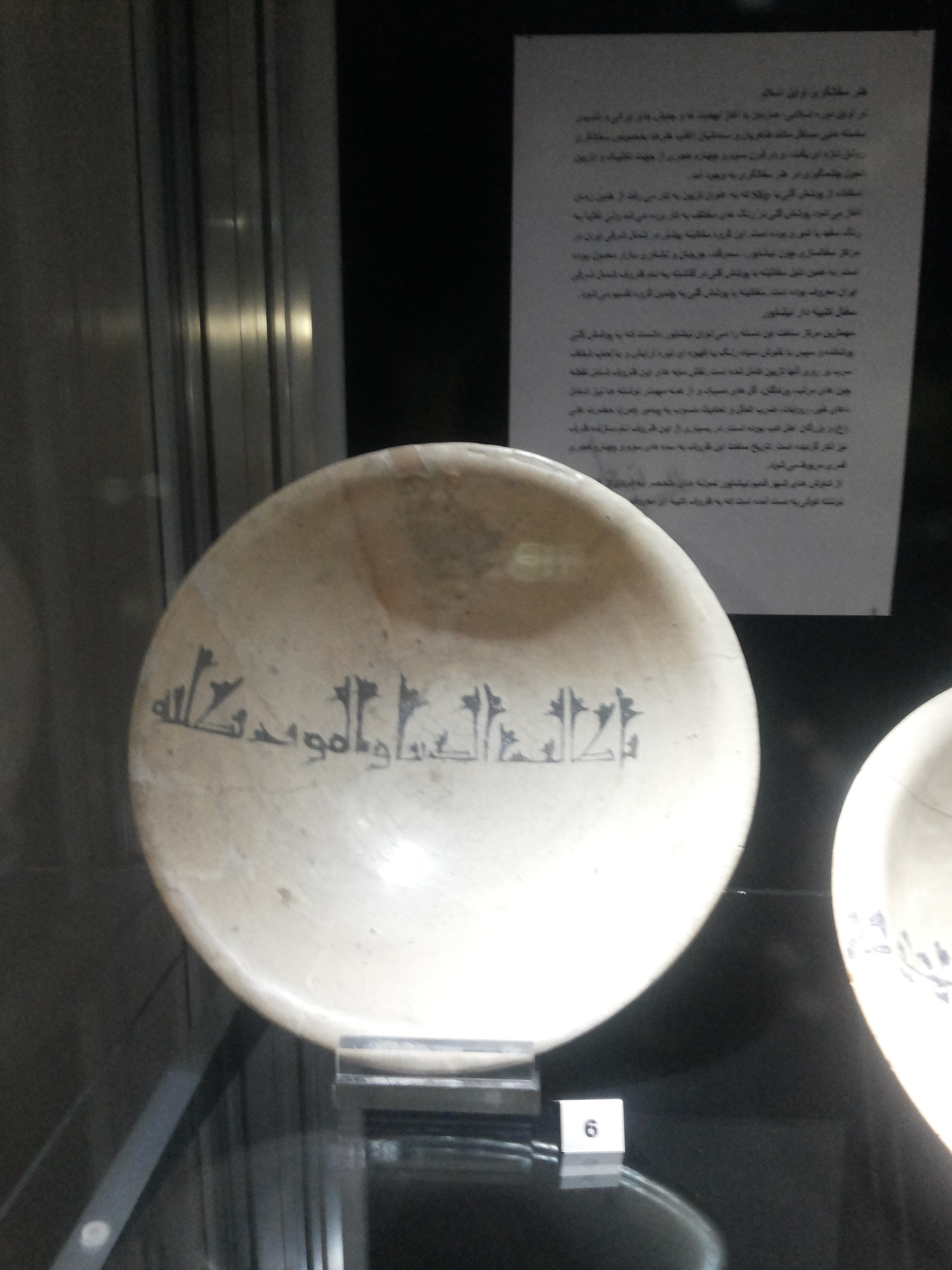
کاسه منقوش به نهج‌البلاغه
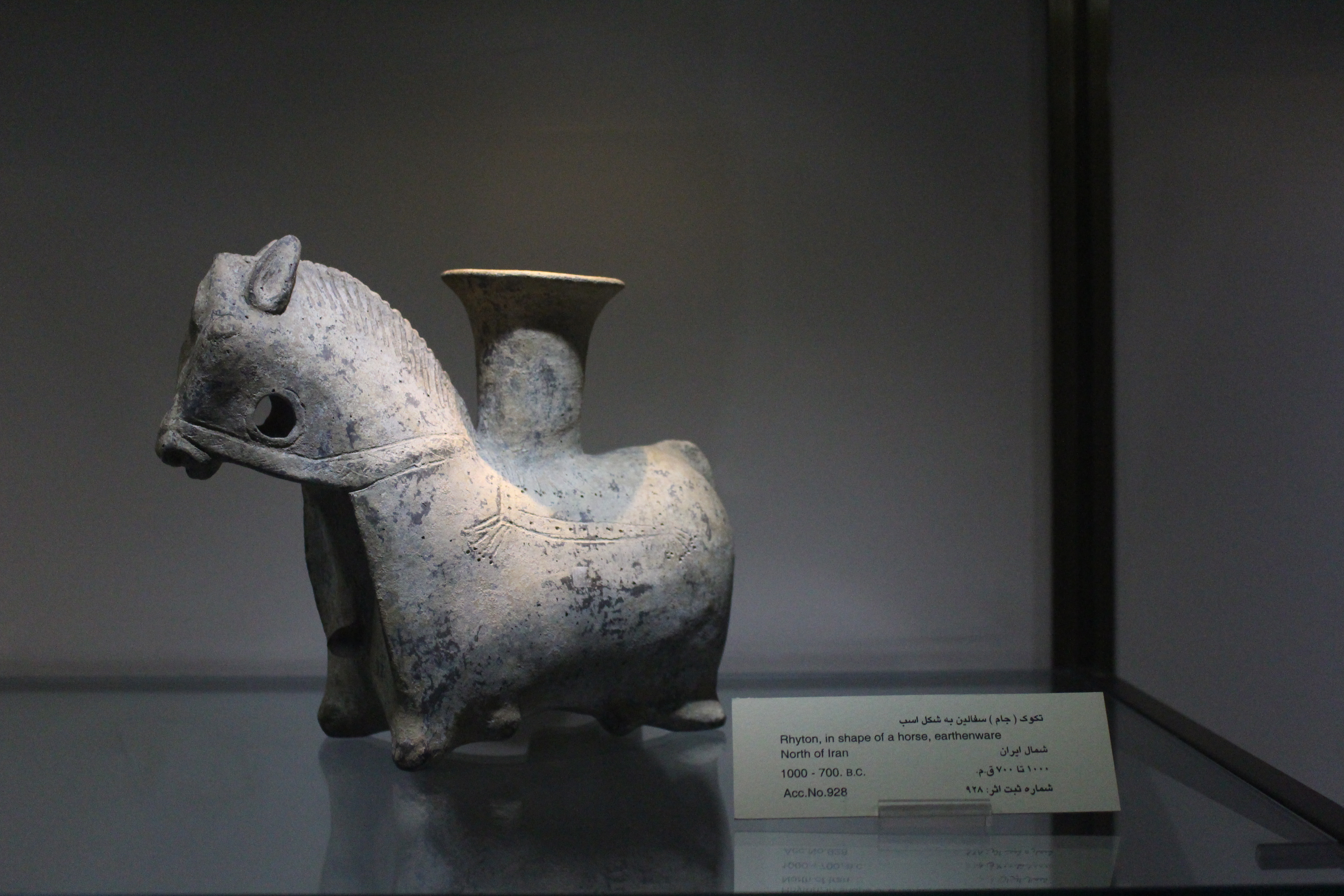
تکوک سفالین به شکل اسب (شمال ایران)
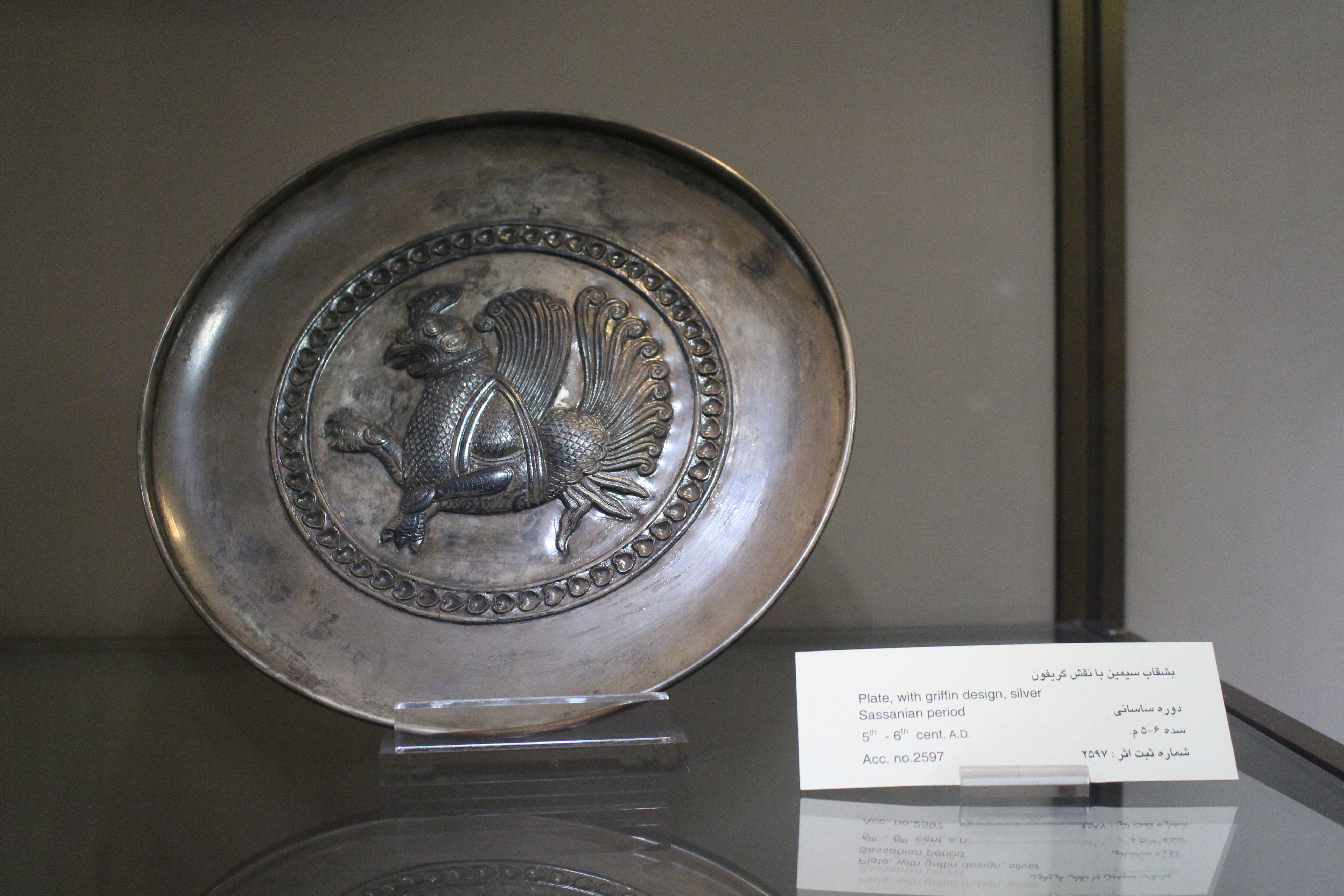
بشقاب سیمین با نقش گریفون (دوره ساسانی)
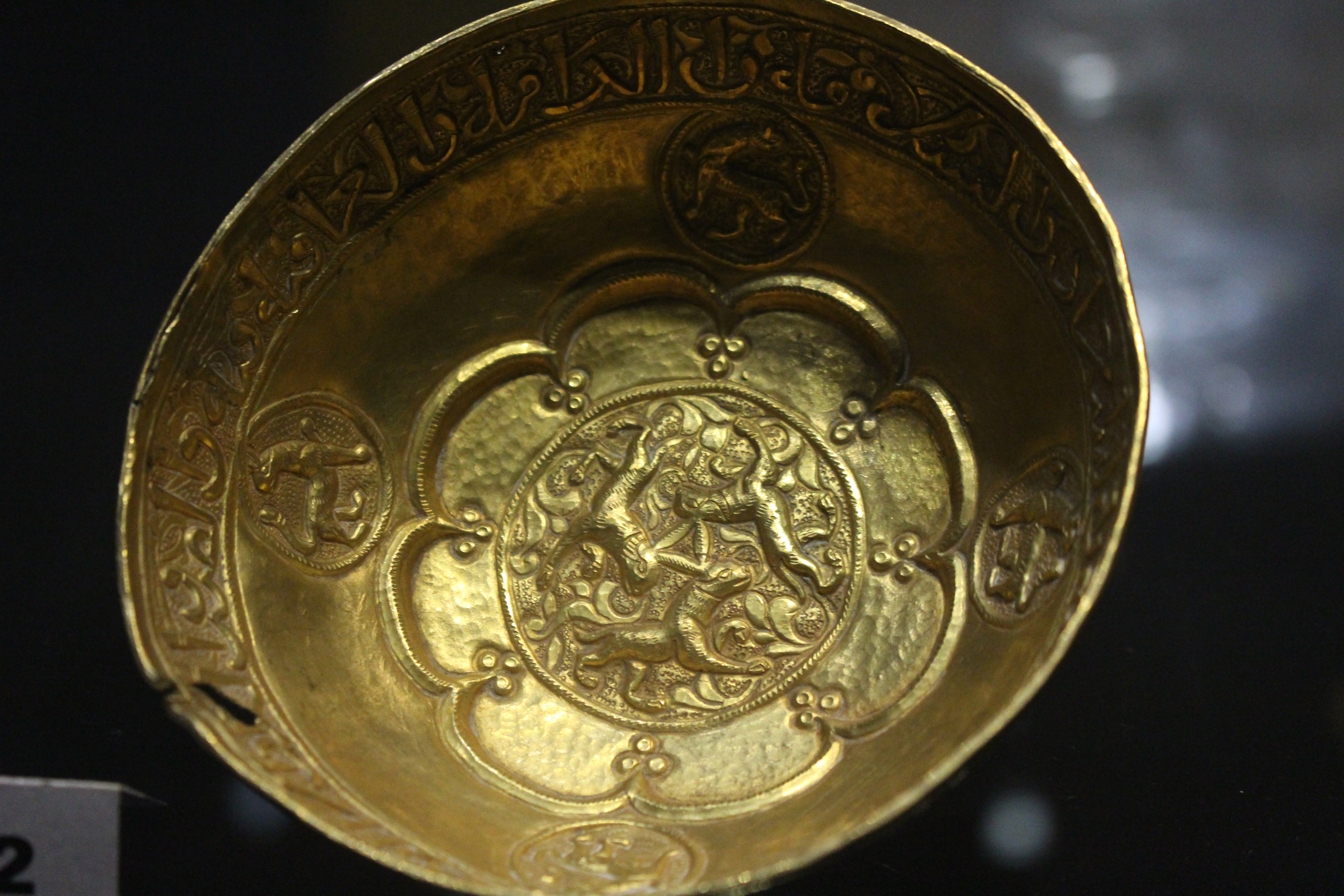
کاسه طلا